# Нтум
Нтум (фр. Ntoum) — город в Габоне, расположен в провинции Эстуарий. Административный центр департамента Комо-Монда.

## Общая характеристика
Нтум расположен недалеко от Атлантического океана. Через город проходит железная дорога, аэропорта нет.

## Демография
Население города по годам:
| 1993 | 2010   |
| ---- | ------ |
| 6219 | 11 169 |